# Wohn- und Wirtschaftsgebäude Ortsstraße 6
Das Wohn- und Wirtschaftsgebäude Ortsstraße 6 in der niedersächsischen Gemeinde Hagen im Bremischen, Ortsteil Bramstedt-Wittstedt, im Landkreis Cuxhaven, stammt vom Ende des 18. Jahrhunderts.
Aktuell (2024) wird es als Wohnhaus und wohl landwirtschaftlich (u. a. Reitplatz, Reitstall, Reitschule) genutzt.
Das Gebäude steht unter Denkmalschutz (siehe auch Liste der Baudenkmale in Hagen im Bremischen).

## Beschreibung
Das eingeschossige giebelständige Gebäude als Zweiständer-Hallenhaus in Fachwerk mit Steinausfachungen, mit reetgedecktem Krüppelwalmdach als Niedersachsengiebel mit Uhlenloch sowie der Grooten Door mit Korbbogen, wurde 1793 (Inschrift) gebaut. Der Wirtschaftsgiebel und die nördliche Traufseite wurden 1827 (Inschrift) massiv in Backstein erneuert, unter Wegnahme des Walms entstand nun ein Steilgiebel.
Das Landesdenkmalamt befand u. a.: „… ein regionstypisches Hallenhaus der zweiten Hälfte des 18. Jahrhunderts.“